# Haughton (Cheshire)
Haughton is een civil parish in het bestuurlijke gebied Cheshire East, in het Engelse graafschap Cheshire met 204 inwoners.